# Tuning Nunatak
Tuning Nunatak är en nunatak i Antarktis. Den ligger i Västantarktis. Inget land gör anspråk på området. Toppen på Tuning Nunatak är 1 785 meter över havet.
Terrängen runt Tuning Nunatak är kuperad åt sydväst, men åt nordost är den platt. Trakten är obefolkad. Det finns inga samhällen i närheten. 